# Blaubauchkolibri
Der Blaubauchkolibri (Chrysuronia lilliae, Syn.: Lepidopyga lilliae), gelegentlich auch Lillikolibri genannt, ist eine seltene Kolibriart, die in Kolumbien endemisch ist.

## Beschreibung
Das Männchen des Blaubauchkolibris erreicht eine Größe von 8,9 bis 9,4 cm und ein Gewicht von 4,3 Gramm. Es hat einen kurzen geraden Schnabel. Der Oberschnabel ist schwarz, der Unterschnabel ist rosa mit einer schwarzen Spitze. Die Oberseite ist blaugrün, die Unterseite sattblau. Die Kehle ist schillernd violett. Der blauschwarze Schwanz ist tief gegabelt.
Die Weibchen sind erst in den letzten Jahren beobachtet worden. Größe und Gewicht sowie die Färbung des Schnabels sind beim Weibchen unbeschrieben. Die Oberseite ist glänzend grün. Die Färbung des Schwanzes ist grünschwarz. Die Unterseite ist gräulich und stark gefleckt. Brust und Flanken sind glitzernd blau. Zum Bauch hin verblasst die Farbe und geht zum Unterbauch und den Unterschwanzdecken in ein schlichtes Grau über.

## Lebensraum und Lebensweise

Verbreitungsgebiet des Blaubauchkolibris

Der Blaubauchkolibri ist in den Mangrovenwäldern und in der xeromorphen Buschvegetation an der kolumbianischen Karibik-Küste endemisch. Sein Verbreitungsgebiet erstreckt sich über die Provinzen Atlántico, Magdalena und La Guajira. Die meisten Beobachtungen stammen aus dem Nationalpark Isla de Salamanca und von Ciénaga Grande de Santa Marta. Seine Lebensweise ist noch nicht hinreichend erforscht. Wie andere Kolibriarten ernährt er sich offenbar von Insekten und Blütennektar.

## Status
Mitte der 1970er-Jahre wurde eine Öl-Pipeline und eine Straße durch die Feuchtgebiete von Ciénaga Grande de Santa Marta und der Isla de Salamanca gebaut. Dies führte zur Unterbrechung des natürlichen Gezeitenstroms und zu einem massiven Absterben der Mangrovenwälder, das bis 1992 anhielt. BirdLife International schätzt die Population des Blaubauchkolibris auf zwischen 50 und 250 Exemplare. 2007 wurde die Art zum ersten Mal fotografiert. Laut IUCN wird die Art als endangered (vom Aussterben bedroht) eingestuft.

## Unterarten
Im Moment sind keine Unterarten des Blaubauchkolibri bekannt. Er gilt als monotypisch.

## Etymologie und Forschungsgeschichte
Die Erstbeschreibung des Blaubauchkolibris erfolgte 1917 durch Witmer Stone unter dem Namen Lepidopyga lilliae. Als Fundort nannte er den Punto Caimán in der Sierra Nevada de Santa Marta in Kolumbien. Das Typusexemplar wurde von Melbourne Armstrong Carriker, Jr. gesammelt. 1850 führte Charles Lucien Jules Laurent Bonaparte die neue Gattung Chrysuronia ein. Dieser Name ist ein altgriechisches Wortgebilde aus χρυσος chrusos, deutsch ‚gold‘ und ουρα oura, deutsch ‚Schwanz‘. Das Artepitheton lilliae widmete Stone seiner Frau Lillie May Stone geb. Laffert (1872–1940). Stone ehelichte sie am 1. August 1904.